# Abram (Wielka Brytania)
Abram – wieś w Anglii, w hrabstwie ceremonialnym Wielki Manchester, w dystrykcie metropolitalnym Wigan. Leży 24 km na zachód od centrum miasta Manchester. W 2001 miejscowość liczyła 9855 mieszkańców.